# Henk Cornelisse

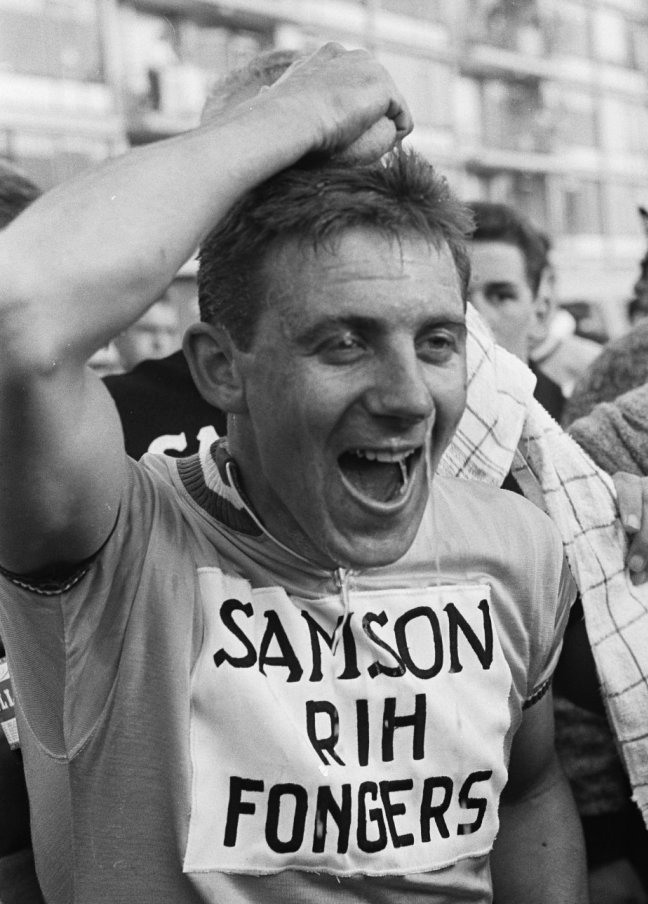
Henk Cornelisse 1964

Hendrik „Henk“ Jan Willem Cornelisse (* 16. Oktober 1940 in Amsterdam) ist ein ehemaliger niederländischer Radrennfahrer und nationaler Meister im Radsport.

## Sportliche Laufbahn
Cornelisse war im Bahnradsport und im Straßenradsport aktiv. Er war Teilnehmer der Olympischen Sommerspiele 1964 in Tokio.
Dort gewann er gemeinsam mit Jaap Oudkerk, Gerard Koel und Cor Schuuring die Bronzemedaille in der Mannschaftsverfolgung.
Als Amateur gewann er auf der Straße 1962 die Ronde van Overijssel und die Ronde van Noord-Holland. 1964 holte er einen Etappensieg in der Olympia’s Tour. Im Omloop der Kempen wurde er hinter André van Middelkoop Zweiter. 1963 kam er im Amateurrennen der Straßenradsport-Weltmeisterschaften auf den 6. Platz. 
1965 wurde er Berufsfahrer im Radsportteam Televizier und blieb bis 1970 als Radprofi aktiv. Er gewann einige Kriterien und Rundstreckenrennen, bedeutendere Erfolge blieben aber aus.

## Familiäres
Sein Bruder Rink Cornelisse und sein Sohn Michel Cornelisse waren ebenfalls Radrennfahrer.